# Maison de Pierre Loti
 (avril 2025).
Si vous disposez d'ouvrages ou d'articles de référence ou si vous connaissez des sites web de qualité traitant du thème abordé ici, merci de compléter l'article en donnant les références utiles à sa vérifiabilité et en les liant à la section « Notes et références ».
La maison de Pierre Loti est un musée municipal situé dans le cœur historique de Rochefort. Fermé depuis 2012, il a rouvert ses portes le mardi 10 juin 2025.

## Présentation

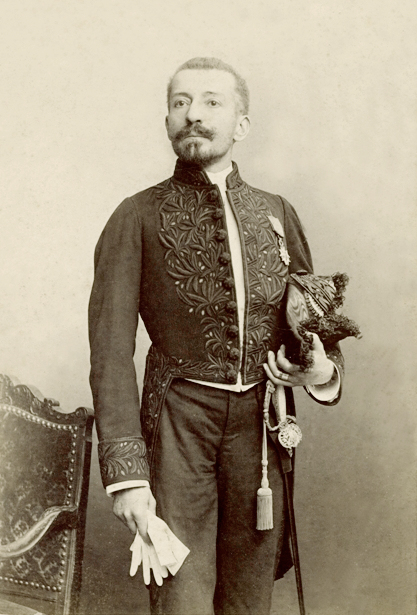
Pierre Loti académicien par Benque (1892)

La Maison de Pierre Loti est un musée municipal qui est en fait la maison d'enfance de l'écrivain Julien Viaud, plus connu sous son nom  de Pierre Loti, auteur des célèbres romans comme Aziyadé, Pêcheur d'Islande, Le Roman d'un enfant, Ramuntcho et bien d'autres.
Jusqu'à sa fermeture pour travaux, en 2012, c'est l'un des musées les plus fréquentés de la ville avec environ 26 000 visiteurs chaque année (malgré une politique de réduction du nombre de visiteurs) dont un grand nombre sont des touristes lors de la saison estivale.
Le musée de la Maison de Pierre Loti bénéficie du label musée de France, « Maison des Illustres » (depuis 2012) et est inscrit sur la Route historique des trésors des Charentes, circuit de découverte des monuments de la Saintonge.

## Historique de la maison
L’officier de Marine Julien Viaud (1850-1923), en littérature Pierre Loti, naît le 14 janvier 1850 à Rochefort, dans la maison de ses parents, 141 rue Saint-Pierre, devenue depuis 1895 rue Antoine-Chanzy. Cette partie ayant par la suite été rebaptisée rue Pierre-Loti. Il appartient à une famille d'origine protestante qui compte de nombreux marins.
Il acquiert en 1895 la maison mitoyenne au n° 139 rue Antoine-Chanzy et passe une grande partie de sa vie à transformer sa maison natale et la maison voisine en un lieu théâtral où il se met en scène lors de fêtes mémorables, invitant beaucoup des célébrités de l’époque que son immense renom l’amène à fréquenter dont, entre autres, la célèbre « Sarah Bernhardt qui y est régulièrement conviée ».
À sa mort, l'écrivain n'a pas souhaité que sa maison soit livrée au public. « Il avait laissé une lettre à son fils Samuel l'autorisant à tout vendre. Sauf certains objets de famille et son musée personnel : « Tu les gardes ou tu les brûles » ».
En 1969, la famille du romancier cède la maison à la commune de Rochefort qui la transforme en musée municipal et l'ouvre au public en 1973.
En 1990, la Maison de Pierre Loti est classée Monument historique. 
Le musée est fermé au public de 2012 à 2025, car il nécessite de lourds travaux de réhabilitation. Notamment, les fondations doivent être consolidées et les collections restaurées.
L’opération de restauration du plafond de la mosquée et des couvertures de la maison est d'un montant global de 483 000 €. Elle a été retenue par la Fondation du patrimoine comme projet structurant pour la région Nouvelle-Aquitaine en 2018, ce qui lui a permis de bénéficier d'un financement du Loto du patrimoine à hauteur de 390 000 €, complété par une aide de la Direction régionale des affaires culturelles. La maîtrise d’ouvrage est assurée par la ville de Rochefort et la maîtrise d’œuvre par Elsa Ricaud, architecte du patrimoine (agence Sunmetron).
L'objectif de la Ville de Rochefort est d'ouvrir la maison à nouveau au public en juin 2025.

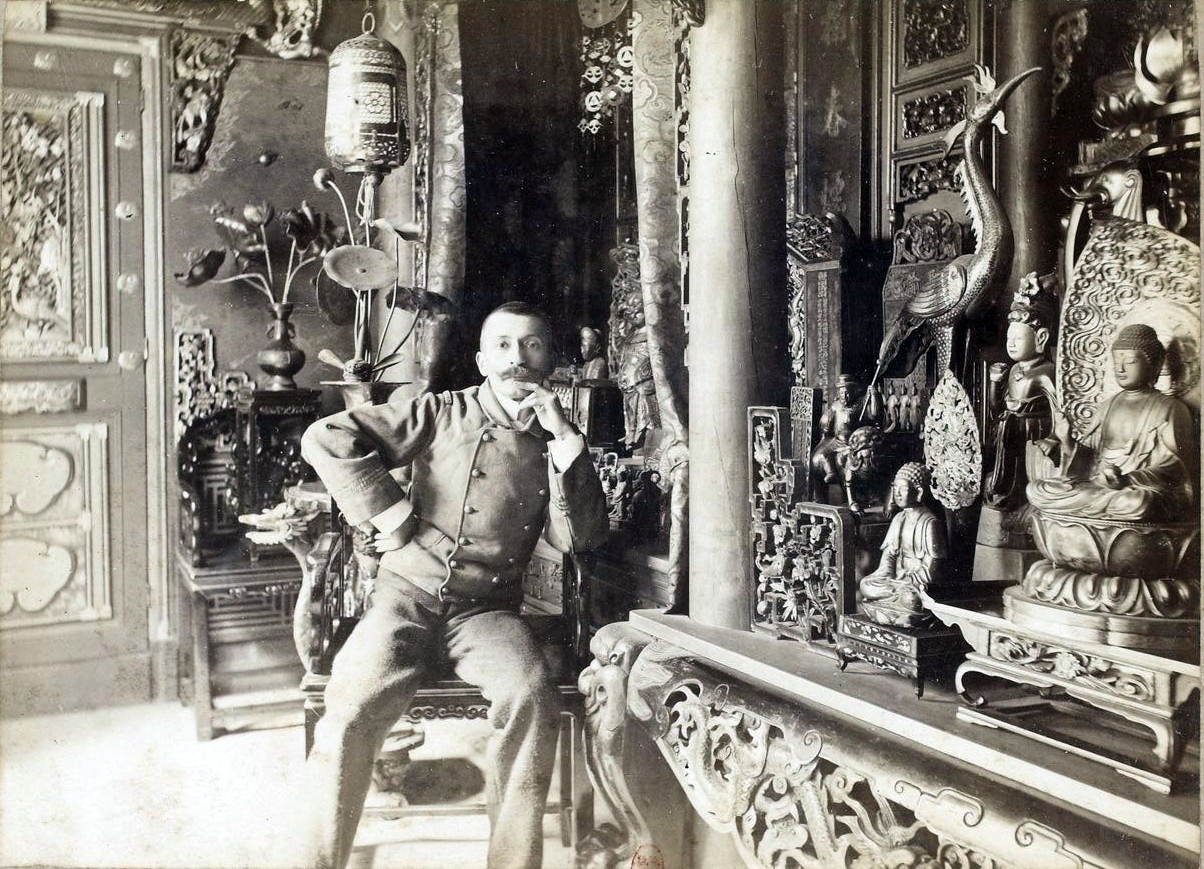
Pierre Loti chez lui dans sa pagode par Dornac (Coll. BNF)
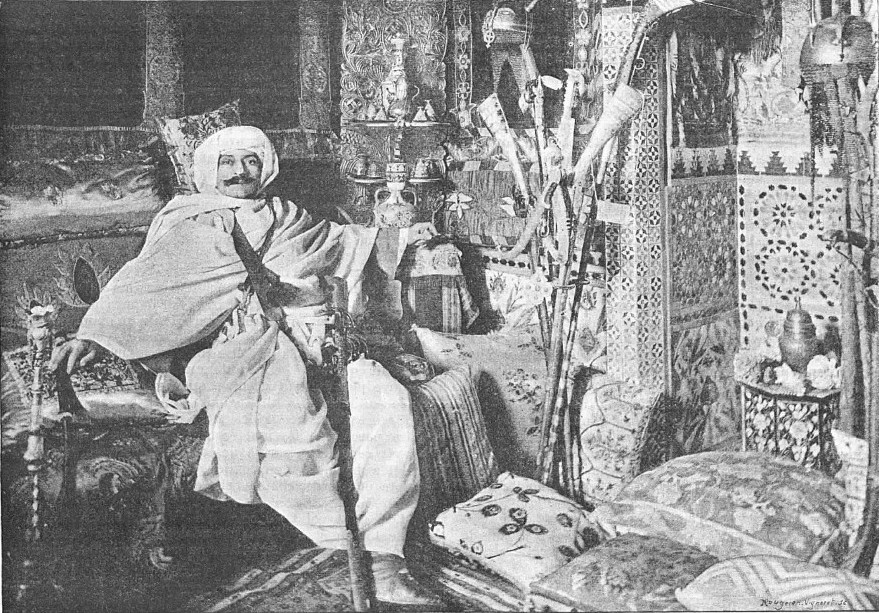
Pierre Loti chez lui dans son salon turc par Dornac
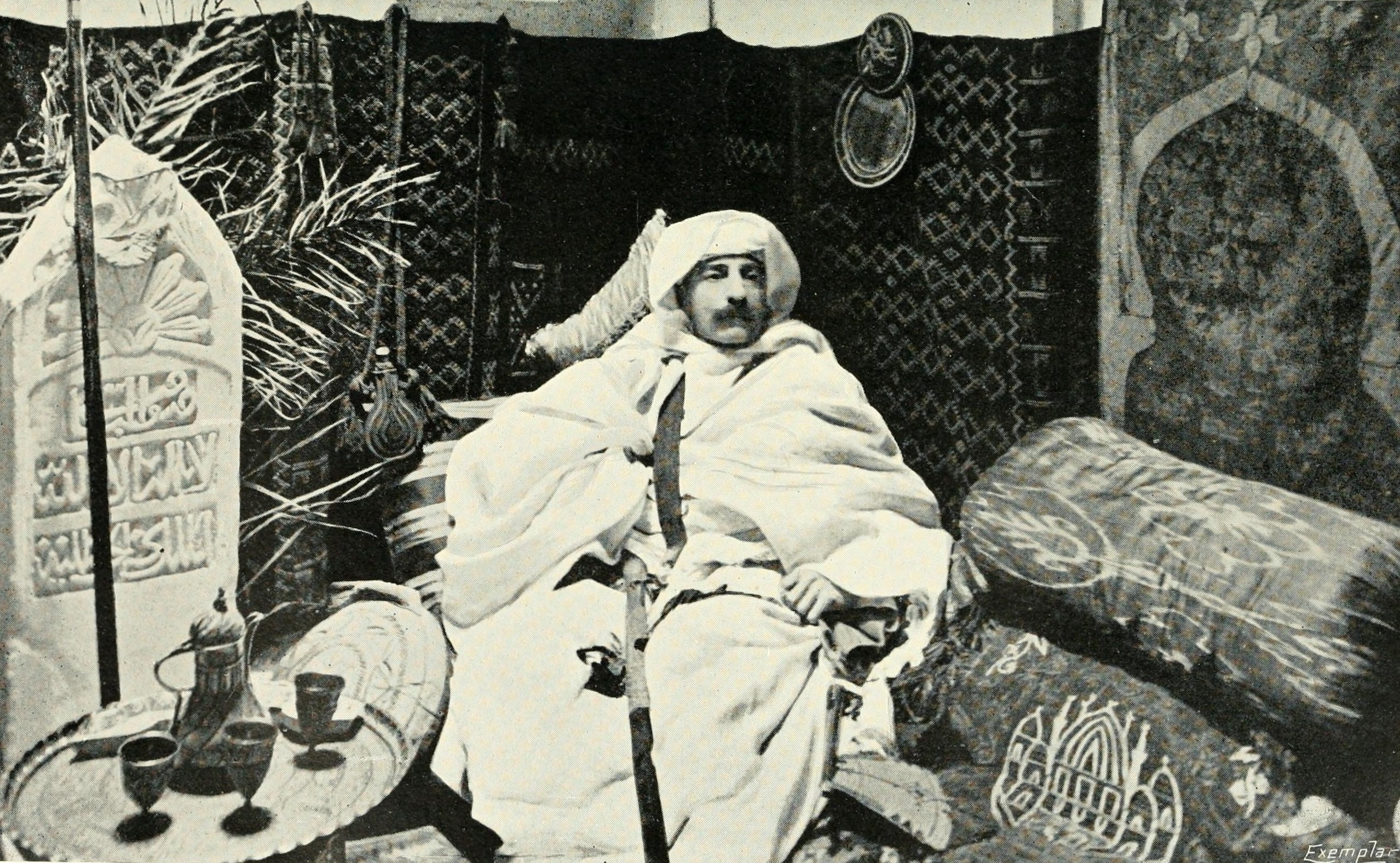
Pierre Loti dans sa chambre arabe par Dornac

## Muséographie
Derrière l’austère et banal extérieur de cet immeuble bourgeois, le visiteur est vite saisi par l’atmosphère secrète, féerique et exotique qui se dégage dans cette maison. Cet univers intime de l’écrivain, reconstitué dans des décors étonnants, fascine toujours autant plus d’un siècle après sa création.
Les décors dont Pierre Loti fut le maître d'œuvre et l'architecte, émanent à la fois de l'Histoire et des nombreux voyages de l'auteur dans les pays lointains d’Orient et d’Extrême-Orient, qu’il connut lors de ses missions.
La scénographie est celle que le romancier a mise en place, et elle a subi peu de réaménagements.
Tout d'abord, l'accès se fait par le Salon rouge et le Salon bleu qui correspondent aux pièces d'allure familiale avec des tableaux et des objets de la famille Viaud. Ces deux pièces sont situées en rez-de-chaussée.
Les autres pièces de la maison, au premier étage, sont cette fois l'œuvre du romancier.
- La salle Renaissance avec sa tapisserie flamande du XVIIe siècle, son plafond à caissons, sa cheminée monumentale et sa tribune des musiciens fut le cadre des soirées célèbres.
- La salle gothique, qui correspondait à l'ancien atelier de peinture de la sœur du romancier, a subi une des transformations les plus surprenantes. Elle est composée d'une cheminée, d'un plafond à poutres apparentes, d'armures et de fenêtres gothiques provenant du clocher alors en travaux de l'église de Marennes. Dans cette salle eut lieu en 1888 le « dîner Louis XI » où tous les conviés étaient déguisés en costumes d'époque et devaient se parler en vieux français.
- La mosquée a pu être reconstituée à partir d'authentiques matériaux et objets datant du XVIe siècle provenant d'une riche maison Damas même si le romancier aimait à faire croire qu'il s'agissait là des vestiges de la Mosquée des Omeyyades incendiée à la même époque... Mais tous ces objets ne proviennent pas de cette maison. Ainsi en est-il du bassin en marbre et des colonnes en marbre que le romancier avait commandé à un artisan local. En fait, ce décor a été reconstruit selon l'imaginaire du romancier et non dans un réel souci d'authenticité.
- Le salon turc a été ornementé d'un sofa d'origine, de coussins, de tentures et d'un plafond en stuc.
- La chambre arabe s'illustre par des émaux et d'un moucharabieh.
- La salle chinoise, fermée au public, a en grande partie disparu aujourd'hui. La Ville a cependant demandé à la faire renaître.

La visite se termine par la surprenante chambre monacale dont la simplicité et la sobriété contrastent de façon saisissante avec les autres pièces.

## Fréquentation
Le musée de la Maison de Pierre Loti est l'un des musées les plus visités du département et a recensé depuis son ouverture au public en 1973, 1 500 000 entrées.
Cependant, victime de son propre succès, ce musée doit réduire les visites de nombreux touristes dont la fréquentation a avoisiné les 50 000 visiteurs par an à la fin des années 1990. Le but est de limiter à environ 20 000 visiteurs chaque année alors qu'il en reçoit encore 25 000.
En raison de la fragilité de ses fondations, le musée nécessite de lourds travaux de réhabilitation ainsi que la restauration d'œuvres d'art qui ont pâli. La fermeture de certaines salles du musée a dû être envisagée pour éviter l'endommagement des lieux, en particulier la salle chinoise.
La municipalité de Rochefort s'est donc engagée à financer ces travaux mais le bâtiment de ce musée municipal demeure malgré tout une structure fragile. La maison de Pierre Loti ferme pour rénovation, le 1er octobre 2012 - Durant ces travaux une présentation régulière des collections et une visite virtuelle sont accessibles au musée d'Art et d'Histoire Hèbre de Saint-Clément à Rochefort (65, avenue du Général-de-Gaulle).
Le musée a rouvert ses portes le mardi 10 juin 2025,.